# 米哈爾·克孜爾斯基
米哈爾·克孜爾斯基（波蘭語：Michał Kędzierski；1994年8月9日—）是一位波蘭排球運動員。他現在效力於波蘭球隊Effector Kielce。他也是波蘭國家男子排球隊的一員。